# Arcadia Watches
Arcadia Watches es una marca suiza de relojes fundada en 1858. En 1968, la empresa cerró sus puertas debido al declive causado por la introducción de los movimientos de cuarzo, pero fue relanzada en 2007 por Claude Sanz, propietario y presidente de Maison Bunter con sede en Ginebra, y el primer reloj Arcadia nuevo, el AC01, se lanzó en 2010.

## Historia
La marca Arcadia se originó en Fleurier, un pequeño pueblo en la región de Val-de-Travers, perteneciente al cantón de Neuchâtel en Suiza. El relojero Jules-Samuel Jequier, nacido en 1835 en Fleurier, se incorporó al taller de relojería Bovet después de formarse como tallador de joyas, y rápidamente ascendió en la escala de la empresa. En 1858, fundó Arcadia y la posicionó como la marca relojera de primera línea entre las cinco marcas que darían origen a la casa Fleurier, fundada en 1915. La empresa se especializó en el tallado de joyas y el diseño de calibres de relojes y había federado a los artesanos relojeros para que trabajaran en cooperación entre ellos. La compañía relojera de Fleurier suministró movimientos durante más de un siglo a muchas marcas de relojes.
Si bien Arcadia comenzó produciendo únicamente movimientos, varios años después comenzó a producir una línea de relojes. De hecho, Arcadia fue una de las primeras marcas en vender sus relojes en todo el mundo, incluidas China y América del Sur, y fue una marca de vanguardia, que se convirtió en el buque insignia de la Fleurier Watch Company.
La marca vendió relojes hasta 1968, cuando, como pasó con muchas otras empresas fabricantes de relojes mecánicos, la llegada de modelos de cuarzo económicos provocó su desaparición.

## Renacimiento
En 2007, Claude Sanz relanzó la marca. Sanz era el presidente y propietario de la empresa de joyería y relojería Bunter SA, con sede en las afueras de Ginebra. El relanzamiento de Arcadia llevó a la puesta en marcha de la Flourier Watch Company, que tiene su sede en Ginebra y donde se ensamblan los movimientos.

## Modelos

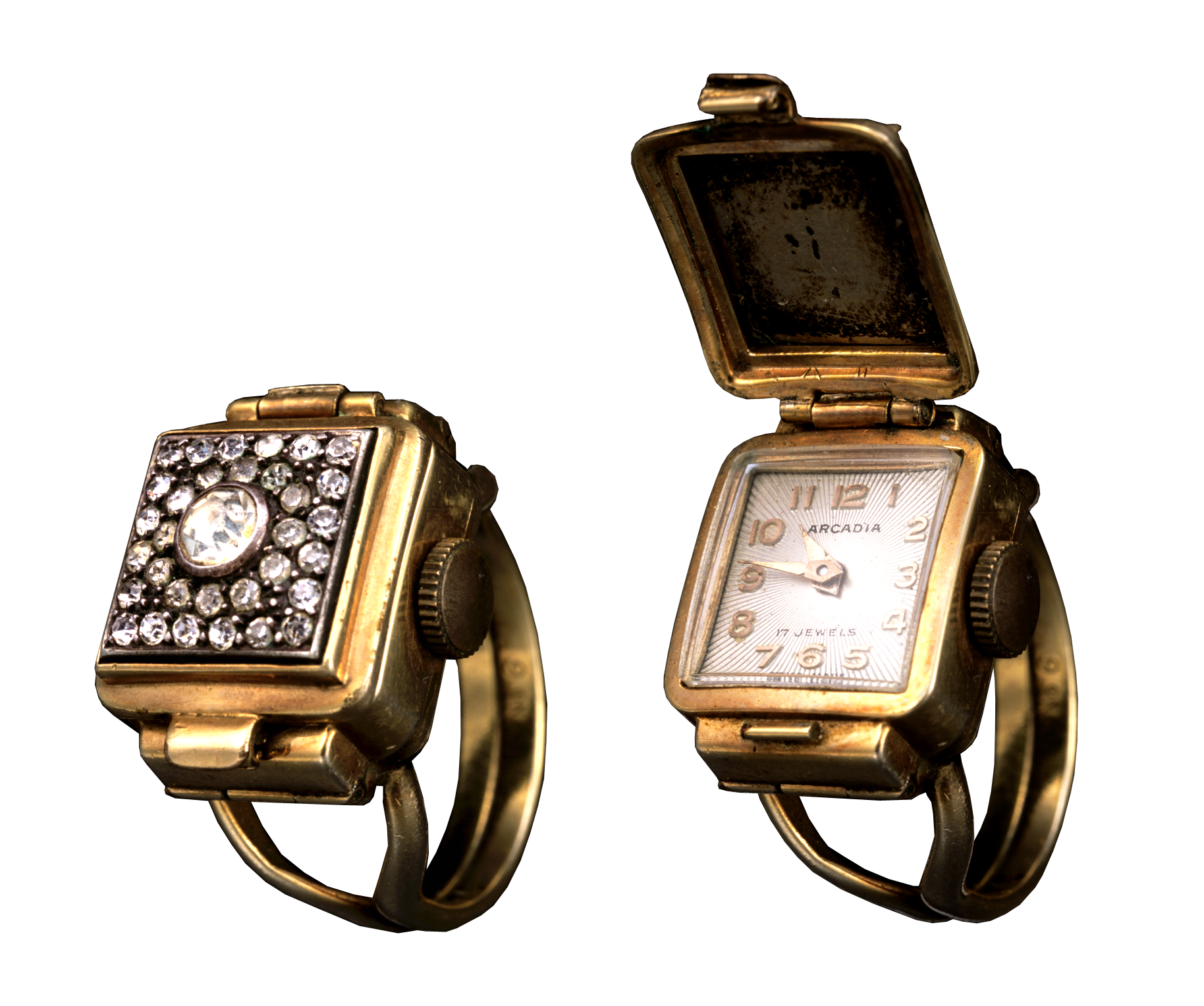
Reloj anillo Arcadia (hacia 1930)
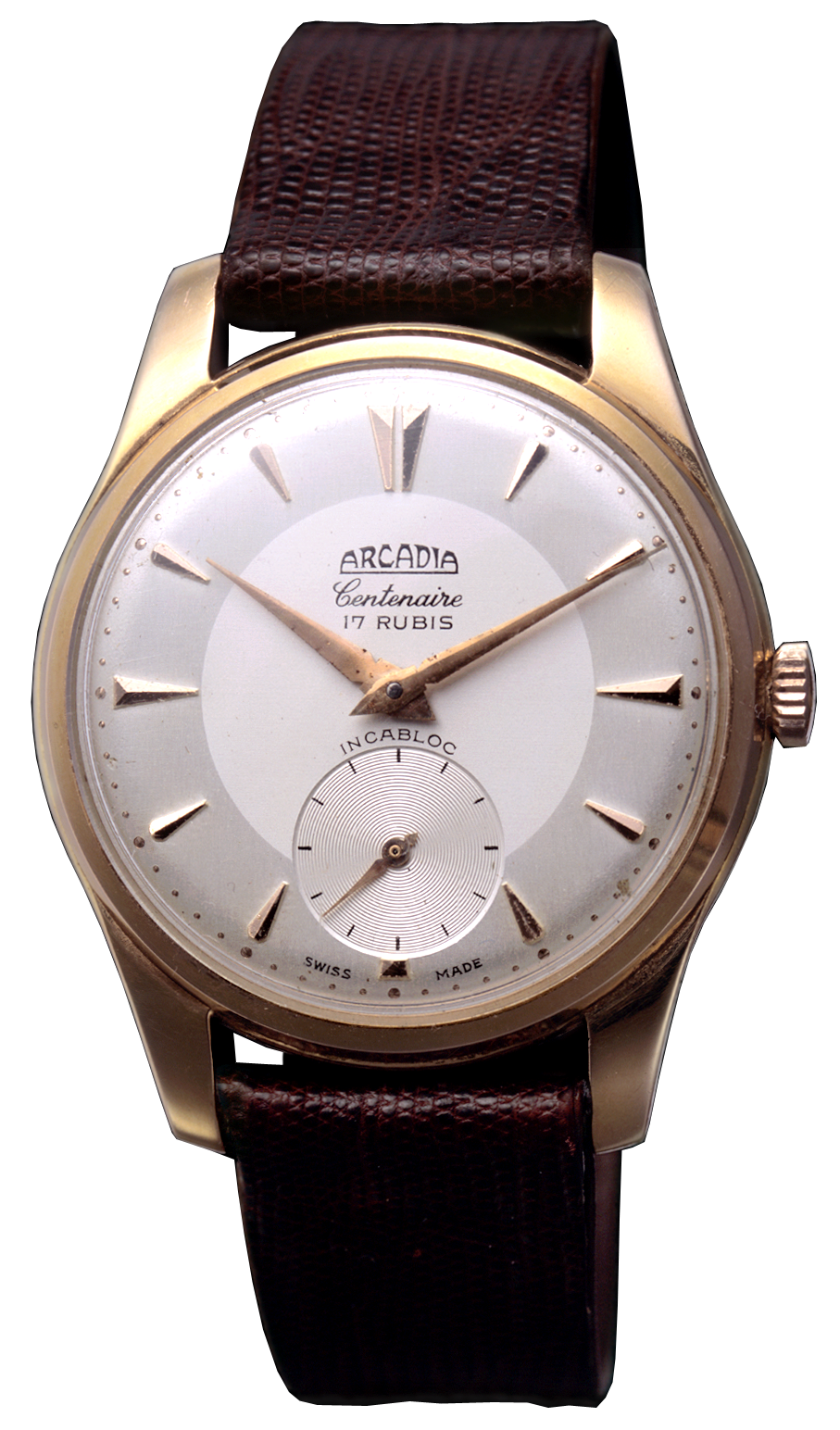
Reloj Centenary (1958)
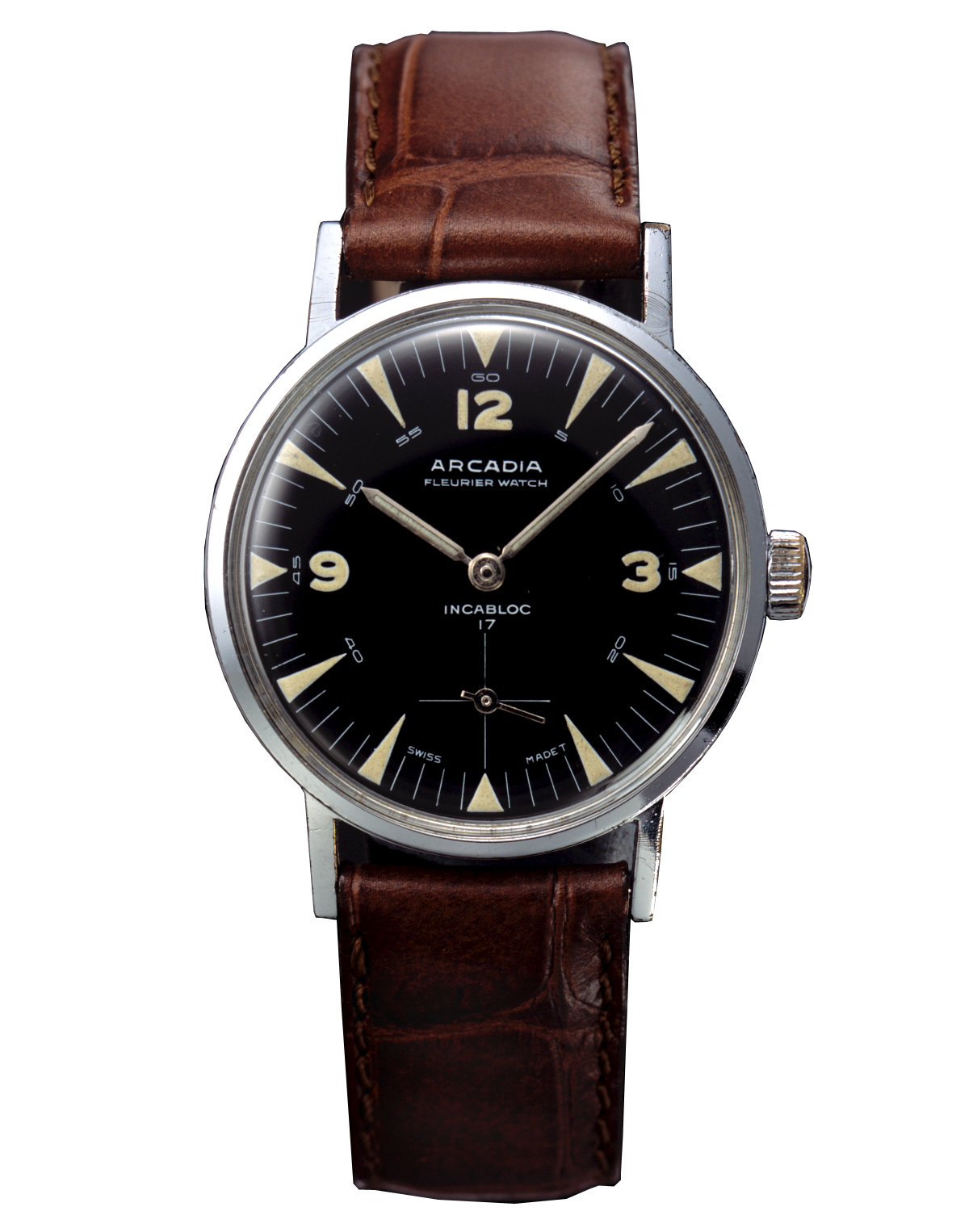
Reloj Arcadia (hacia 1950)
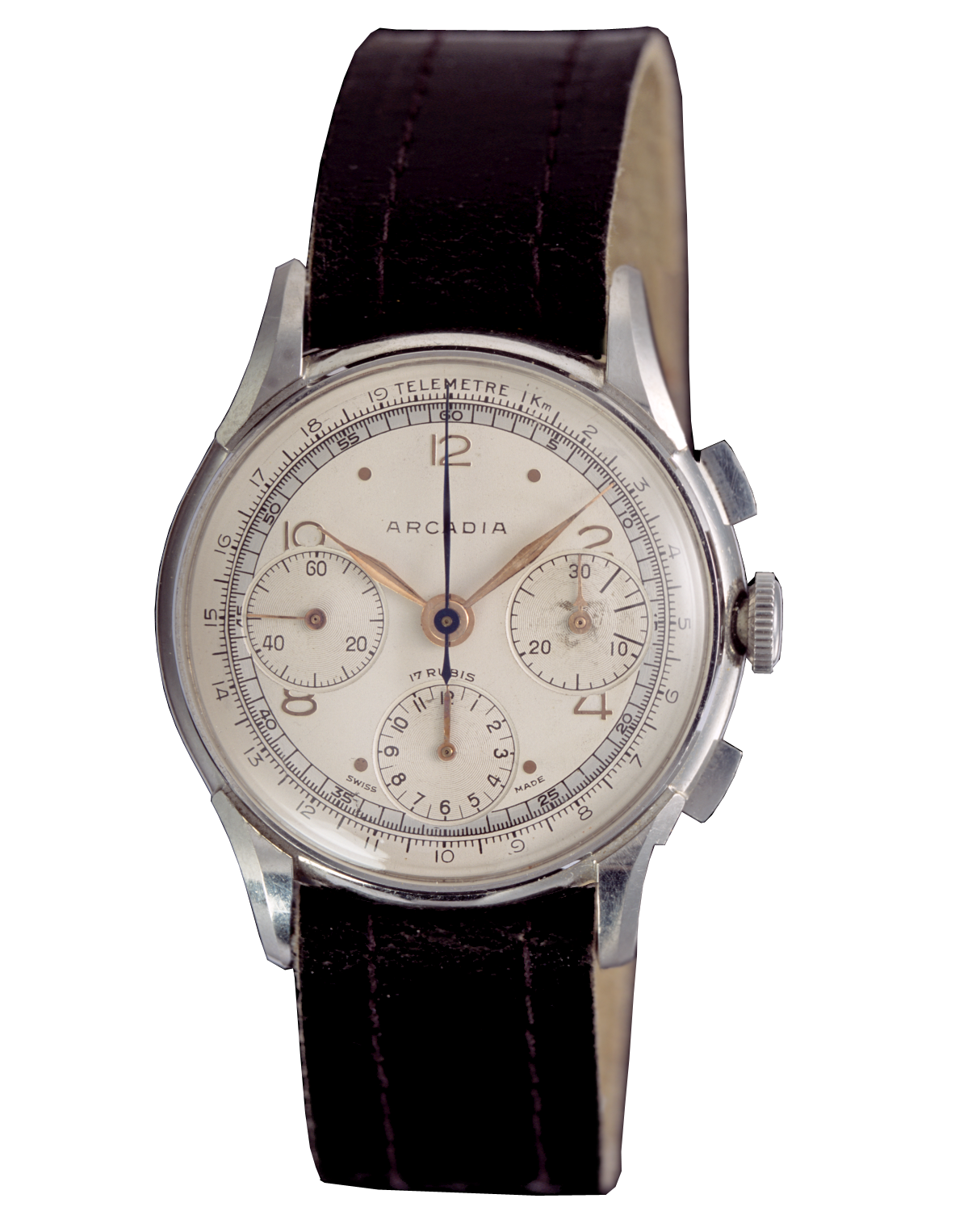
Reloj Arcadia (hacia 1960)
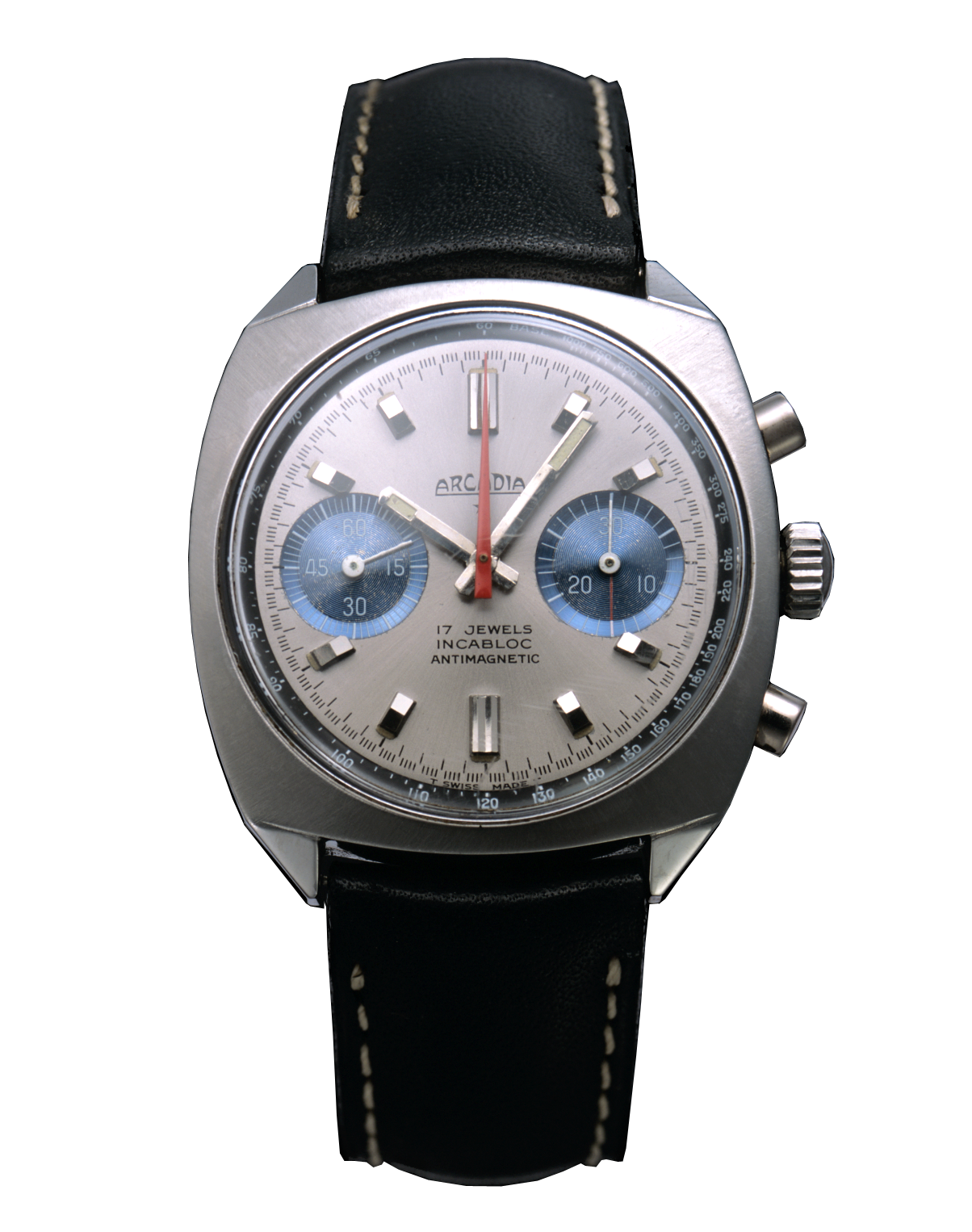
Reloj Arcadia (hacia 1966)